# サウル・アルバレス 対 アミール・カーン戦
サウル・アルバレス 対 アミール・カーン戦（サウル・アルバレス たい アミール・カーンせん）は、2016年5月7日にアメリカ合衆国ネバダ州ラスベガスのT-モバイル・アリーナで開催されるプロボクシングの試合。T-モバイル・アリーナ開場記念最初のボクシングイベントになり、アルバレスが2階級下のウェルター級の指名挑戦者で元スーパーライト級級統一王者のカーンを迎えての初防衛戦。アルバレスがミドル級ランカーやスーパーウェルター級ランカーにキャッチウェイトで試合をやろうと呼びかけたがアルバレスがターゲットにしていた相手すべてに断られた。WBA・IBF世界ミドル級スーパー王者でWBC暫定王者のゲンナジー・ゴロフキンと対戦を目指していたが契約ウェイトをめぐって交渉が決裂、次戦の統一戦(2016年秋頃)を約束する代わりに選択試合をWBCが容認した。
一方2階級制覇を目指したカーンはアル・ヘイモン契約門下として念願のビックマッチとしてWBC世界ウェルター級王者でカーンが4年前に敗れているダニー・ガルシアとのウェルター級トーナメントとして決勝カードで指名試合で再戦が濃厚だったが、カーンが断ってトーナメントから一旦離脱を表明。試合枯れが顕著だったカーンと交渉しスーパーウェルター級に上げる意向だった。締結前にヘイモンからの離脱を表明しスーパーウェルター級のウェイトを1ポンドオーバーでのキャッチウェイトでの試合が締結となった。
前座はデイビッド・レミューと元NABO北米スーパーウェルター級王者でこの試合からミドル級に転向したグレン・タピア、マウリシオ・ヘレーラと若手有望株のフランキー・ゴメス、ミドル級進出初戦を行うブラジル期待のスーパーウェルター級のホープパトリック・テシェイラとハッサン・ヌダム・ヌジカムに敗れて以来、この試合で再起を目指すカーティス・スティーブンスとの3試合のノンタイトルサバイバルマッチ、デ・ラ・ホーヤのいとこのディエゴ・デ・ラ・ホーヤがユース王座の防衛戦を行った。イベント名はパワーvsスピード(力vs速さ)又はカネロVSカーン。この試合はHBO（HBOのライバル局ディッシュ・ネットワークもペイ・パー・ビューで放送を含め世界24ヶ国27局に同時ライブ中継）がペイ・パー・ビューで生放送した。

## プレゼンとゴロフキンの反応
2016年2月29日にロンドン、2016年3月1日にニューヨーク、翌2016年3月2日にロサンゼルスで開催した。デ・ラ・ホーヤがメディアに向け試合枯れだったカーンに助け舟を出した。そして試合締結と同時にゴールデンボーイ・プロモーションズと再契約を結び「アミールはうちに帰って来たよ。輝きを取り戻してくれるさ」と話した。アルバレスは「アミールはスピードがあって攻撃力も高い。倒しに行きたいが激しい試合になるよ。5月7日をお楽しみに」と話し、カーンは「2階級制覇向けて常に厳しいトレーニングを積んできた。みんな(メディア)は俺が155ポンドは重すぎると話したが、そこまで深く考えないよ。自信があるから勝つためにここに来た」とミスマッチ自体を否定した。
逆にゴロフキンは2016年2月16日、メディアの質問に対しアルバレスについて言及した。「彼はミドル級のチャンピオンであって、ジュニア・ミドル級のチャンピオンではない。ミドル級は160ポンドだ」とキャッチウェイトで試合を行うアルバレスを牽制し、2016年5月7日にアルバレスがアミール・カーンと対戦することについても「カーンはスピードがあるが、アルバレスとやるには小さすぎる」と批判し、アルバレスと統一戦を行う場合はキャッチウェイトで試合を行うつもりがないことを強調した。

## 試合
初回はスピードでカーンがアウトボクシングを展開。右のハンドスピードの速さをアルバレスに見せつける好スタート。右のボディをアルバレスが突く。アルバレスが打開策として左のフックを踏み込んで打つ。少しフェイントの応酬になったが、カーンがコンビネーションを当てる。アルバレスは右フックを当てる。いつも通りカーンは落ち着いて距離を取りながらロングなジャブを打つ。アルバレスは逆に空振りが目立ってしまった。初回はカーンが距離を取って有利に試合を進めた。
2回はカーンが距離を取ってスタート。アルバレスがプレッシャーをかけ始めた。ここに来てアルバレスの左フックが当たりだしてきた。カーンはコンビネーションで対抗。アルバレスは一気に打開策として右のロングストレートを打つ。カーンはスピードのコンビネーションがまだ当たる。アルバレスのフックの空振りが目立つ。アルバレスはフェイントしながらボディを打つ。残り10秒でコンビネーションをカーンが放つ。2回はまたもカーンのコンビネーションの正確さが目立った。アルバレスは開始早々にプレッシャーを強めるもロングフックを当てるも所々で空振りが目立った。
3回はカーンがスピードでアルバレスをかき回す。アルバレスが空振りその隙にカーンがコンビネーションを当てる。アルバレスが左ロングフックを当てて少しずつ距離に慣れた印象。またもカーンがコンビネーションを当てる。アルバレスがカーンのスピードに後退する場面が目立った。アルバレスがコンビネーションを打ち終わりに右ストレートを打ったがカーンのコンビネーションがめっきり当たってしまった。3回はカーンのコンビネーションでアルバレスが後退するのが目立った。しかしアルバレスはロングフックで少しずつ打開しているように見えた。
4回はアルバレスが距離を詰めてスタート。カーンはボディを早く突く。アルバレスがボディをお返しに突く。コンビネーションのうち終わりにボディをアルバレスが打った。アルバレスがカーンの距離感覚に慣れた印象。左フックを頭に当てる。カーンはボディを続けて突く。残り僅かでアルバレスがボディを抑えた。4回はカーンがスピードを生かすもアルバレスがカーンのコンビネーション打ち終わりを狙い撃ちにしてスピード慣れた感覚だが、アルバレスの空振りがまだ目立った印象だった。
5回はカーンがハンドスピードを見せる立ち上がり。アルバレスは徐々にプレッシャーを強める。徐々にアルバレスの右ストレートが当たるようになった。アルバレスがカーンをロープに追いやりボディを打つ。アッパーをアルバレスが放った。残り時間わずかでアルバレスがボディを連発した。5回はアルバレスがようやくスピードを読めるようになり、ボディやロングフックが当たるようになった。
6回はアルバレスがボディを続けて突く立ち上がり。カーンが引き続きコンビネーションで対抗。ここに来てアルバレスのパンチの正確度が高くなり始めた。カーンがお返しにコンビネーションを当てる。最後はスピードが落ちだしたところでアルバレスが右ストレートをカーンの顎に当てる。カーンは左フックが空振りふらついてそのままリング中央に失神。レフェリーは間髪入れずにストップ。アルバレスが初防衛に成功した。リング上にリングサイドで観戦したゲンナジー・ゴロフキンがリングに上がりアルバレスを祝福した。リングドクターが大挙して駆けつけ数分間カーンは動けないほどの失神KOだった。インタビューでゴロフキンとの対戦について「自分が招待したんだ。今年中でもいいからいますぐにでもゴロフキンと戦うよ」と話した。カーンは「ナチュラルなウェルター級に戻るよ」と話しカーンのトレーナーのハンターは「アミールは大きなリスクを背負ってよく戦ったよ。今度はカネロがリスクを背負って戦う番だね」と話した。

## 対戦カード
^Note 1 WBC世界ミドル級タイトルマッチ
^Note 2 NABO北米ミドル級王座決定戦
^Note 3 WBCアメリカ大陸ミドル級王座決定戦

## 放送した4試合に出場した選手のファイトマネー
- サウル・アルバレス(300万ドル) VS アミール・カーン(200万ドル)
- デイビット・レミュー(20万ドル) VS グレン・タピア(15万ドル)
- マウリシオ・ヘレーラ(175,000ドル) VS フランキー・ゴメス(9万ドル)
- カーティス・スティーブンス(65,000ドル) VS パトリック・テシェイラ(5万ドル)